# Кабрера, Джордж
Джордж Кабрера (англ. George Cabrera; 14 декабря 1988, Гибралтар) — гибралтарский футболист, нападающий клуба «Линкольн Ред Импс». Выступал за сборную Гибралтара.

## Биография

### Клубная карьера
Родился в 1988 году в Гибралтаре, однако футбольную карьеру начинал в Испании, где выступал за полупрофессиональные клубы «Атлетико Санлукеньо» и «Альхесирас». В 2012 году Кабрера вернулся в Гибралтар, где стал игроком одного из ведущих клубов «Линкольн Ред Импс». В его составе является многократным победителем чемпионата и Кубка Гибралтара.

### Карьера в сборной
19 ноября 2013 года Кабрера был включён в заявку на первый международный матч сборной Гибралтара после вступления в УЕФА, в котором они встречались со сборной Словакии (0:0). Однако весь матч провёл на скамейке запасных. Дебютировал за сборную 26 мая 2014 года в товарищеской встрече со сборной Эстонии, в которой вышел на замену на 83-й минуте вместо Кайла Касьяро. В 2018 году принял участие в победном матче против Лихтенштейна в рамках Лиги наций УЕФА, в котором сравнял счёт на 61-й минуте. Матч завершился победой Гибралтара со счётом 2:1. 

## Достижения
«Линкольн Ред Импс»
- Чемпион Гибралтара (6): 2012/13, 2013/14, 2014/15, 2015/16, 2017/18, 2018/19
- Обладатель Кубка Гибралтара (3): 2013/14, 2014/15, 2015/16
- Обладатель Суперкубка Гибралтара (?): 2015